# Otog (kỳ)
Otog (chữ Hán giản thể: 鄂托克旗, âm Hán Việt: Ngạc Thác Khắc kỳ) là một kỳ thuộc địa cấp thị Ordos, Khu tự trị Nội Mông, Cộng hòa Nhân dân Trung Hoa. Kỳ này có diện tích 21.000 km², dân số năm 1999 là 87.336 người, trong đó có nhiều người Hán. Kỳ này được lập năm 1650. Nền kinh tế kỳ này chủ yếu là chăn nuôi gia súc. Năm 2000 trở đi phát triển nông nghiệp và ngành khai khoáng.